# 西島隆弘
西島 隆弘（にしじま たかひろ、1986年9月30日 - ）は、日本の歌手、俳優。「Nissy」の名義でソロとして活動中。 2005年、男女8人編成の音楽ダンスグループ・AAAが結成され、メンバーに選ばれ、シングル『BLOOD on FIRE』でメジャーデビュー。同年の日本レコード大賞新人賞を受賞した。
現在はソロアーティストとして活動しており、ソロとして3曲目にリリースした「GIFT」では日本のiTunesチャート1位を獲得した。
2016年にはソロとして初のアルバム『HOCUS POCUS』をリリースし、発売当日にiTunesアルバムランキング日本1位、週間ランキング1位を獲得した。
2019年、日本人男性ソロアーティスト史上最年少記録となる4大ドームツアーを開催した。また、活動を始めて5年でドームツアーを開催するのは日本人男性ソロアーティストとしては史上最速となる。
2022年から2023年にかけ6大ドームツアーを開催し、全公演ソールドアウト、総動員規模は45万人となった。
身長170cm、血液型O型。

## 経歴
少年期、様々なシンガーソングライターへの憧れから路上でギターを弾いていた際にブレイクダンスと出会い、中学2年生でアクターズスタジオ北海道本部校にスカウトされる。その後、アクターズスタジオ北海道本部校にて本格的に技能を磨いた。北海道札幌工業高等学校建築科在学中の2003年、5人組男性ボーカルグループ「japs」の初代メンバーに選出される。同年8月、エイベックスのオーディションに合格。9月に「japs」のデビューシングル『プレシャスラヴ／止まらナイ』(CD+DVD) を発売。翌2004年2月、アクターズスタジオのイベント「BACKEN RECORD vol.13」に出演し、このライブではEXILEの曲をソロでカバーした。3月に「japs」を卒業し、上京。
2005年、男女8人編成の音楽ダンスグループ・AAAを結成。メンバーの1人に選ばれ、シングル『BLOOD on FIRE』でメジャーデビュー。同年の日本レコード大賞新人賞を受賞し、日本武道館ライブを行う。また、西島は同年NTTドコモ北海道の「iプロジェクト」のイメージキャラクターを務め、エイベックスの先輩・鈴木亜美の「Delightful」、「Hopeful」、「Eventful」のバックダンサーも務める。12月31日、同じくAAAのメンバーである浦田直也、日高光啓、末吉秀太らと共に鈴木亜美のバックダンサーとして、第56回NHK紅白歌合戦に出演した。
2006年11月14日から30日にかけて浦田とともに関東地区の高校5校に出向き『「ありがとう」を伝えたい!キャンペーン』を実施。
2007年1月17日、朗読劇『LOVE LETTERS』で初舞台を踏む。與真司郎と共演した『美味學院』（テレビ東京系、4月2日放送）では、テレビドラマ初出演にして主演を務める。
2009年1月31日、初出演・主演映画『愛のむきだし』（園子温監督映画）公開。この作品で西島は父の愛情を求めて盗撮行為を繰り返す少年・ユウを演じる。変態と紙一重の純粋さを繊細に表現するとともに、アクションや女装もこなし高い評価を得た。同作品は第59回ベルリン映画祭で「カリガリ賞」「国際批評家連盟賞」を受賞した他、西島自身も2009年度キネマ旬報ベスト・テン「新人男優賞」、2009年度毎日映画コンクール「スポニチグランプリ新人賞」を受賞する。
2010年4月、TBSの10月2日、出演映画『スープ・オペラ』が公開され、同年度の報知映画賞助演男優賞にノミネート。
2012年 『平清盛』でNHKの大河ドラマに初出演。
2013年8月6日、「Nissy」名義で、初の楽曲のミュージックビデオをYouTubeに公開。
2016年1月、月9ドラマ『いつかこの恋を思い出してきっと泣いてしまう』に出演。役者としての活動をセーブする形で音楽活動を続けていたため約2年ぶりの映像作品への出演となったが、本作の制作・役者の座組に惹かれ出演オファーを快諾した。
2017年4月24日、宇野実彩子とのディズニーソング「Beauty and the Beast」の歌ってみた動画をYouTubeに公開。2017年6月2日放送のテレビ朝日系『ミュージックステーション』でも披露した。
2018年2月4日、ツアー「Nissy Entertainment 2nd LIVE」の公演にて、2月4日が「Nissyの日」として一般社団法人 日本記念日協会から正式に登録された。
2018年12月5日、「Nissy Entertainment “5th Anniversary” BEST DOME TOUR」の開催を発表。
ソロとして自身初、日本人男性ダンス＆ボーカリストとして一人目、そして、日本人男性ソロアーティスト史上最年少での4大ドームツアー開催となり、活動をはじめて5年でドームツアーを開催するのは日本人男性ソロアーティストとしては史上最速。
2019年8月、声帯ポリープの摘出手術を受ける。
2020年2月4日、Nissyの日に公式Instagramを開設。その後、4月にはソロとしてYouTubeも開設し、ライブ映像やPVを公開。
2022年3月31日、エイベックス・マネジメントとの契約が満了され、今後はエイベックスとエージェント契約を結ぶ形でより制約のない自由で責任の伴う活動へ切り替えると発表。
2022年7月28日から9月25日の間、ソロ活動9周年を記念したテーマカフェ「Nissy Entertainment 〜9th Anniversary〜 Cafe」が東京・愛知・大阪で開催。
2022年10月21日から2023年3月25日、埼玉のベルーナドームを皮切りに愛知・福岡・大阪・東京・追加公演で出身地でもある札幌の６大ドーム公演を男性ソロアーティストとして史上2人目の快挙を果たした。
2023年8月19日から2024年2月4日(日)まで、ソロデビュー10周年を記念し、北海道から沖縄までの全国各所で、「10th Anniversary LIVE VIEWING TOUR 2023 -Nissy Meets You-」が開催された。(後に追加公演、Nissyの体調不良により延期で2024年3月8日までとなった。)

## 人物
歌は6歳のときに始めた。ダンスは中学2年ごろからストリートダンスを見て始めた。「夢ノカケラ」のPVでは、ギターを披露している。
2005年レッスン中に転落し、左腕を骨折。2006年10月に左腕に入っていたボルトを抜いた。
2014年2月21日に放送された『A-Studio』（TBS系）に出演した際には、自身の所属グループAAAに対して「何十回も何百回も抜けてやるとか辞めてとか解散してやるとか」と、思ったことを明かしている。
自らを「感覚が先に立って動いていくタイプ」と自己分析する。初の映画出演となった『愛のむきだし』では、「がむしゃらにやらせてもらった」が、動きは自分で考え、若干コメディーの要素も取り入れたという。また、相手役の満島ひかりとは、「互いの感情をしっかり確かめながら演じた」という。
歌手を志しての芸能界入りだったが、ミュージカルへの憧れは早くからあった。デビュー前に歌やダンスのレッスンのため、2週間ほどニューヨークに滞在した時には、連日劇場に足を運んだ。初のミュージカル『グローリー・デイズ』は、大好きな映画『スタンド・バイ・ミー』を思わせる青春群像劇で、すぐに役に入り込めたという。舞台の面白さに開眼したのは、ストレートプレイ『ハロルドとモード』に出演してからで、「（舞台には）スクリーンやパソコンの画面越しにのぞき見るような感覚じゃ決してない、リアルに引き込む力がある」と気付いたという。
芸能界の雰囲気に閉塞感を感じ始めていた2012年に、演出家・蜷川幸雄から舞台『下谷万年町物語』の出演オファーを受けた。だが、本読みの段階で、「戦後間もない時期の話なのに、そのころの言葉遣いができていない」と駄目だしを受けた。負けてたまるかと闘志がわき、稽古後に台詞を当時の言葉に置き直して頭にたたき込み、役になりきって徹夜で何度も練習した。翌日の立ち稽古では、蜷川から「やるじゃん」と褒めてもらった。最終リハーサルの前、蜷川に「キミは僕にはないものを持ってる。それをとことん見せて欲しい。間違っているものがあれば、イジメてやるよ。」と激励を受けた。西島は、「その瞬間や役者のテンションを大切にして、真剣勝負で向き合う現場のだいご味を肌で感じさせてもらった」と当時を振り返っている。
2016年5月に蜷川が死去した際には、通夜の席上で、（蜷川に）「お前は音楽を辞めて俳優の世界に来い。人生の荒波に出会った時は、全力で僕が西島くんの側について守るから。だから早く一緒に仕事しよう」と言われたことや、『下谷万年町物語』以降も蜷川からオファーがあったものの、なかなかスケジュールが合わず、出演が適わなかったことを明かし「悔しいです。申し訳ない」と悲痛な面持ちで語った。また、自身にとって蜷川はどういう存在であったかと問われると「存在が大きすぎて、どんな人と言葉では表せられない。僕にとってとても大切な方です。言葉は届かないかもしれないですけど、まだまだ僕も頑張るので上から見ていてほしい」と述べた。

### 慈善活動
2018年10月に地元である北海道で起こった北海道胆振東部地震のボランティア活動に参加。
2019年9月に台風による被害を受けた千葉県で復興支援に参加。
2020年1月29日、前年より続いていた大規模なオーストラリアの森林火災に対する支援として、ふたつの団体に合わせて10万ドルの寄付を行ったと明かした。また、4月25日には自身のインスタグラムで、新型コロナウイルス対応への支援のため国立国際医療研究センターに1000万円の寄付をすることを報告。7月17日には九州での豪雨被災地支援のため、日本赤十字社に1000万円の寄付を行った。
2023年2月、トルコ・シリア地震の被災地へ約1000万円の寄付を行った。
2024年、ライブツアー10th Anniversary LIVE VIEWING TOUR 2023 -Nissy Meets You-の会場にて、令和6年能登半島地震緊急支援募金を実施。集まった12,065,323円は全額支援物資の提供に充てられたことを、自身のInstagramにて報告した。また、ファンによるAmazon「欲しい物リスト」を通じた継続的な支援の輪が広がっていることへの感謝も述べた。

## 評価
『愛のむきだし』の監督を務めた園子温があまり演技経験もないのにもかかわらず主演に抜擢した理由は、「童貞と女装が似合い、アクションにキレがある」という理由からだという。なお、「童貞っぽい顔」と表現した。
演出家蜷川幸雄は、西島の演技に対して、「君は僕が色々言うより、君が考えてきた、感じてきた事を、沢山見せてもらったほうがいい。君には僕の想像にはないものを持っている。その中に僕が驚くものがある。僕はその中で良いものは使っていくし、良くないものは僕が切っていじめていく。無意識にやっている芝居が瞬間的に、自分の中にそれを身体の中に突っ込もうと脳が一瞬で動いている。君は繊細だね。」と評している。

## ディスコグラフィ
いずれもソロプロジェクト「Nissy」としての作品

### シングル

#### CDシングル
|      | 発売日         | タイトル                           | 形態                                              | 備考                                             | 初収録アルバム                           |
| ---- | -------------- | ---------------------------------- | ------------------------------------------------- | ------------------------------------------------ | ---------------------------------------- |
| 1st  | 2014年11月19日 | どうしようか?                      | 受注生産限定盤（CD＋DVD）                         | AAA Party、mu-moショップ、え〜ショップ限定販売。 | HOCUS POCUS                              |
| 2nd  | 2014年11月27日 | ワガママ                           | 受注生産限定盤（CD＋DVD）                         | AAA Party、mu-moショップ、え〜ショップ限定販売。 | HOCUS POCUS                              |
| 3rd  | 2015年6月24日  | DANCE DANCE DANCE                  | 受注生産限定盤（CD＋DVD）                         | mu-moショップ限定期間限定発売。                  | HOCUS POCUS                              |
| 4th  | 2015年8月24日  | Never Stop                         | 受注生産限定盤（CD＋DVD）                         | mu-moショップ限定期間限定発売。                  | HOCUS POCUS                              |
| 5th  | 2015年12月24日 | Playing With Fire                  | 受注生産限定盤（CD＋DVD）                         | mu-moショップ限定で期間限定発売。                | HOCUS POCUS                              |
| 6th  | 2016年8月24日  | まだ君は知らない MY PRETTIEST GIRL | 受注生産限定盤（CD＋DVD） 通常盤（CD+DVD）        | AAA Party、mu-moショップ、え〜ショップ限定発売。 | HOCUS POCUS 2                            |
| 7th  | 2017年4月19日  | 花cherie                           | 初回生産限定盤（CD+DVD＋グッズ） 通常盤（CD+DVD） | AAA Party、mu-moショップ、え〜ショップ限定発売。 | HOCUS POCUS 2                            |
| 8th  | 2017年8月24日  | OK?                                | 初回生産限定盤（CD+DVD＋グッズ） 通常盤（CD+DVD） | AAA Party、mu-moショップ、え〜ショップ限定販売。 | HOCUS POCUS 2                            |
| 9th  | 2018年9月30日  | トリコ/Relax&Chill                 | 初回生産限定盤（CD+DVD＋グッズ） 通常盤（CD+DVD） | AAA Party、mu-moショップ、え〜ショップ限定販売。 | Nissy Entertainment 5th Anniversary BEST |
| 10th | 2022年9月30日  | I Need You                         |                                                   | Nissy Entertainment Park会員限定販売。           | HOCUS POCUS 4                            |

#### 配信限定シングル
全曲、デジタル・ダウンロード。
| 配信日         | タイトル                                | 収録アルバム  | 備考               | 出典   |
| -------------- | --------------------------------------- | ------------- | ------------------ | ------ |
| 2014年12月10日 | GIFT                                    | HOCUS POCUS   |                    | [ 33 ] |
| 2019年3月16日  | Affinity                                | なし          |                    | [ 34 ] |
| 2019年6月24日  | NA                                      | なし          |                    | [ 35 ] |
| 2019年12月24日 | おやすみ                                | なし          |                    | [ 36 ] |
| 2020年6月24日  | 僕にできること                          | HOCUS POCUS 3 |                    | [ 37 ] |
| 2021年2月4日   | Get You Back                            | HOCUS POCUS 3 |                    | [ 38 ] |
| 2021年4月30日  | Say Yes                                 | HOCUS POCUS 3 |                    | [ 39 ] |
| 2021年6月17日  | Do Do                                   | HOCUS POCUS 3 |                    | [ 40 ] |
| 2022年1月24日  | 君に触れた時から                        | HOCUS POCUS 3 |                    | [ 41 ] |
| 2022年5月17日  | Trippin                                 | HOCUS POCUS 3 |                    | [ 42 ] |
| 2022年7月7日   | I Need You                              | HOCUS POCUS 4 |                    | [ 43 ] |
| 2023年7月14日  | Rendezvous                              | HOCUS POCUS 4 |                    | [ 44 ] |
| 2023年10月20日 | When You Were Mine                      | HOCUS POCUS 4 |                    | [ 45 ] |
| 2023年11月28日 | Feels                                   | なし          | Saweetieとのコラボ | [ 46 ] |
| 2023年12月4日  | SUPER IDOL                              | なし          | SKY-HIとのコラボ   | [ 47 ] |
| 2023年12月22日 | When You Were Mine（Cheat Codes Remix） | なし          |                    | [ 48 ] |
| 2024年4月17日  | Stormy                                  | なし          | SKY-HIとのコラボ   | [ 49 ] |
| 2024年8月6日   | そうしようか                            | HOCUS POCUS 4 |                    | [ 50 ] |
| 2024年9月30日  | SLAVE                                   | HOCUS POCUS 4 |                    | [ 51 ] |
| 2024年10月16日 | WISH                                    | HOCUS POCUS 4 |                    | [ 52 ] |

### アルバム

#### オリジナル・アルバム
|     | 発売日              | タイトル      | 形態           | 販売生産番号    | 備考                                                |
| --- | ------------------- | ------------- | -------------- | --------------- | --------------------------------------------------- |
| 1st | 2016年3月24日       | HOCUS POCUS   | Nissy盤        | XNSC-24006/B〜D | mu-moショップ限定発売。 レンタル盤（2016年4月20日） |
| 1st | 2016年3月24日       | HOCUS POCUS   | CD+DVD盤       | XNSC-24007/B    | mu-moショップ限定発売。 レンタル盤（2016年4月20日） |
| 1st | 2016年3月24日       | HOCUS POCUS   | 通常盤         | XNSC-24008      | mu-moショップ限定発売。 レンタル盤（2016年4月20日） |
| 2nd | 2017年12月24日      | HOCUS POCUS 2 | Nissy盤        | AVZ1-93793/B～D |                                                     |
| 2nd | 2017年12月24日      | HOCUS POCUS 2 | CD+DVD盤       | AVC1-93794/B～C |                                                     |
| 2nd | 2017年12月24日      | HOCUS POCUS 2 | 通常盤         | AVC1-93795      |                                                     |
| 3rd | 2022年5月24日       | HOCUS POCUS 3 | Nissy盤CD+2DVD | AVZ1-96974/B～C | オリコンチャート初登場2位                           |
| 3rd | 2022年5月24日       | HOCUS POCUS 3 | Nissy盤CD+2BD  | AVZ1-96975/B～C | オリコンチャート初登場2位                           |
| 3rd | 2022年5月24日       | HOCUS POCUS 3 | CD+2DVD盤      | AVCD-96972/B～C | オリコンチャート初登場2位                           |
| 3rd | 2022年5月24日       | HOCUS POCUS 3 | CD+2BD盤       | AVCD-96973/B～C | オリコンチャート初登場2位                           |
| 4th | 2025年7月24日(予定) | HOCUS POCUS 4 | Nissy盤CD      |                 |                                                     |
| 4th | 2025年7月24日(予定) | HOCUS POCUS 4 | CD盤           |                 |                                                     |

#### ベスト・アルバム
|     | 発売日       | タイトル                                 | 形態                                                                          | 販売生産番号                                        | 備考                                              |
| --- | ------------ | ---------------------------------------- | ----------------------------------------------------------------------------- | --------------------------------------------------- | ------------------------------------------------- |
| 1st | 2019年2月4日 | Nissy Entertainment 5th Anniversary BEST | Nissy盤2CD+6DVD Nissy盤2CD+6BD 初回限定盤2CD+2DVD 初回限定盤2CD+2BD 通常盤2CD | AVZD-96110～1/B～G AVZD-96112～3/B～G AVCD-96118～9 | オリコンチャート初登場1位 Nissy初のベストアルバム |

### 配信限定アルバム
| 配信日         | タイトル      | 備考 |
| -------------- | ------------- | ---- |
| 2024年10月18日 | HOCUS POCUS 4 |      |

### 参加作品

#### アルバム
1. ニック・カーター「オール・アメリカン」（2016年2月10日）

### 映像作品

#### ライブDVD
|     | 発売日         | タイトル                                           | 形態 | 備考                    |
| --- | -------------- | -------------------------------------------------- | --- | ----------------------- |
| 1st | 2017年5月24日  | Nissy Entertainment 1st LIVE                       | 初回生産限定盤（全部セット） 初回生産限定盤（フォトブック＋ライブ音源） 初回生産限定盤（オフショットムービー集） 永続盤（ライブ本編＋ドキュメンタリー映像）                                 | mu-moショップ限定発売。 |
| 2nd | 2018年12月24日 | Nissy Entertainment 2nd LIVE -FINAL- in TOKYO DOME | 数量限定生産盤（2DVD+スマプラ） 通常盤（2DVD+スマプラ） | mu-moショップ 店頭販売  |
| 3rd | 2019年9月30日  | Nissy Entertainment 5th Anniversary BEST DOME TOUR | Nissy盤数量限定生産（豪華BOX 三方背中 ケース仕様 フォトブック2種 限定グッズ付き 2DVD+スマプラ） 通常初回生産限定盤 (三方背ケース仕様 フォトブック2種 2DVD+スマプラ） 通常盤 (2DVD+スマプラ) | mu-moショップ 店頭販売  |
| 4th | 2023年12月24日 | Nissy Entertainment 4th LIVE 〜DOME TOUR〜         | |                         |

### ミュージック・ビデオ

#### ソロ楽曲
- 僕にできること（2020年）

#### 参加作品
- 西島隆弘&宇野実彩子『Beauty and the Beast』（2017年）※ディズニー映画「美女と野獣」の主題歌をカバー。
- [re:]project／『もう1度』（2020年）

## 関連アプリ
Nissy Entertainment Park
2022年3月24日にリリースされたアプリソフト。4月30日を以ってリリース終了。
（その後はサイトのみでNissy Entertainment Parkを運営している。）

## プロデュース商品
Ny....
2018年より展開された香水ブランド。「ホワイトフローラルジャスミン」と「アロマティックアンバー」の2種類がある。。
Naptime.
2019年より展開しているアパレルブランド。
Soiree O(ソワレオー)
2019年より展開しているジュエリーブランド。
P-Sha(パーシャ)
2021年より展開している柔軟剤。。

## タイアップ
| 使用年 | 曲名                               | タイアップ先                               | 出典   |
| ------ | ---------------------------------- | ------------------------------------------ | ------ |
| 2015年 | Never Stop                         | メガネのプリンス「Clione」CMソング         | [ 61 ] |
| 2015年 | Playing With Fire                  | メガネのプリンス「Clione」CMソング         |        |
| 2016年 | KISS & DIVE                        | メガネのプリンス「Clione」CMソング         |        |
| 2016年 | まだ君は知らない MY PRETTIEST GIRL | TOKYO GIRLS MUSIC FES. 2017テーマソング    | [ 62 ] |
| 2016年 | まだ君は知らない MY PRETTIEST GIRL | メガネのプリンス「Clione」CMソング         |        |
| 2016年 | Double Trouble                     | メガネのプリンス「PRINCE Classic」CMソング |        |
| 2017年 | 17th Kiss                          | グリコ「セブンティーンアイス」CMソング     | [ 63 ] |
| 2017年 | 恋す肌                             | 美容脱毛サロン『colorée』CMソング          | [ 64 ] |
| 2017年 | 愛tears                            | メガネのプリンス「Clione」CMソング         |        |
| 2018年 | Girl I Need                        | L'OCCITANE『シトラスヴァーベナ』CMソング   |        |
| 2018年 | LOVE GUN                           | M・A・C CMソング                           | [ 65 ] |
| 2018年 | トリコ                             | 映画『あのコの、トリコ。』主題歌           | [ 66 ] |
| 2019年 | NA                                 | ANA PERTH キャンペーンソング               | [ 67 ] |
| 2019年 | おやすみ                           | ハウステンボス「光の王国」CMソング         | [ 36 ] |
| 2021年 | Do Do                              | P-sha「離したくない、この香り篇」CMソング  | [ 68 ] |
| 2022年 | I Need You                         | 『雪国まいたけ極』CMソング                 | [ 69 ] |
| 2024年 | Stormy                             | 『劇場版ブルーロック -EPISODE 凪-』主題歌  | [ 49 ] |

## 受賞歴
2009年
- 第64回毎日映画コンクール・スポニチグランプリ新人賞『愛のむきだし』
- 第83回キネマ旬報ベスト・テン・新人男優賞『愛のむきだし』

2016年
- 第3回コンフィデンスアワード・ドラマ賞・新人賞『いつかこの恋を思い出してきっと泣いてしまう』[70]
- MTV Video Music Awards Japan・最優秀ポップビデオ賞『Playing With Fire』

2019年
- 第32回日本メガネベストドレッサー賞 サングラス部門受賞

2021年
- 紺綬褒章[71]

## 出演

### テレビドラマ
- 美味學院（2007年4月2日 ‐ 6月25日、テレビ東京） - 主演・北坂狼馬 役
- ゴーストフレンズ（2009年4月2日 ‐ 6月11日、NHK） - 速水カイト 役
- タンブリング（2010年4月27日 ‐ 6月26日、TBS） - 火野哲也 役
- 崖っぷちのエリー〜この世でいちばん大事な「カネ」の話〜 第7話（2010年8月20日、ABC・テレビ朝日） - 下山雅弘 役
- 外交官・黒田康作（2011年1月13日 ‐ 3月17日、フジテレビ） - 君島 祐太朗 役
- 誰よりも君を愛す!（2011年4月17日、テレビ静岡） - 宇那木春平 役
- 大河ドラマ 平清盛（2012年3月25日 - 12月23日、NHK） - 平頼盛 役[72]
- 太陽の罠（2013年11月30日 ‐ 12月21日、NHK） - 主演・長谷川眞二 役[73]
- いつかこの恋を思い出してきっと泣いてしまう（2016年1月18日 ‐ 3月21日、フジテレビ） - 井吹朝陽 役[74]

### 映画
- 愛のむきだし（2009年） - 本田優 役
- スープ・オペラ（2010年） - 林康介 役
- サヨナライツカ（2010年）- 東垣内剛役
- ヒミズ（2012年） - YOU 役[75]
- シグナル〜月曜日のルカ〜（2012年）- 宮瀬恵介 役[76]

### テレビアニメ
- ONE PIECE エピソードオブナミ 〜航海士の涙と仲間の絆〜（フジテレビ、2012年） - 魚人海賊 役

### バラエティ・その他
- 音時間（2007年4月3日、テレビ東京）※宇野実彩子（AAA）と共にMCを務める

### Webドラマ
- 湘南☆夏恋物語（2011年8月1日 - BeeTVドラマ、毎週水曜日 / 10分×全12話） - 河合彰 役。小池徹平とダブル主演。[77][78][79]
- 愛のむきだし（2017年2月1日 - 3月31日、J:COM）

### PV
- 2005年3月、鈴木亜美のavex trax移籍後の初シングル曲「Delightful」のミュージックビデオ。バックダンサーとして出演。
- 2007年9月、奥村初音のデビューシングル曲「恋、花火」のショートムービー。谷村美月と共演。

### CM
| 企業名                          | 商品                                           | 年     | タイアップ                          | 共演者                                 |
| ------------------------------- | ---------------------------------------------- | ------ | ----------------------------------- | -------------------------------------- |
| セブンアンドアイ イトーヨーカ堂 | BODY HEATER                                    | 2010年 | PARADISE                            |                                        |
| セブンアンドアイ イトーヨーカ堂 | BODY COOLER/WHITE BIZ                          | 2011年 | No cry No more                      | 浦田直也・日高光啓・與真司郎・末吉秀太 |
| セブンアンドアイ イトーヨーカ堂 | BODY HEATER                                    | 2011年 | CALL                                | 浦田直也・日高光啓・與真司郎・末吉秀太 |
| セブンアンドアイ イトーヨーカ堂 | kent                                           | 2011年 | Lights                              | 光石研                                 |
| セブンアンドアイ イトーヨーカ堂 | kent                                           | 2012年 | WISHES                              | 光石研                                 |
| セブンアンドアイ イトーヨーカ堂 | BODY COOLER/WHITE BIZ                          | 2012年 | Still Love You                      | 浦田直也・日高光啓・與真司郎・末吉秀太 |
| セブンアンドアイ イトーヨーカ堂 | kent                                           | 2012年 | ほほえみの咲く場所                  | 光石研                                 |
| セブンアンドアイ イトーヨーカ堂 | BODY COOLER/WHITE BIZ                          | 2013年 | PARTY IT UP                         | 浦田直也・日高光啓・與真司郎・末吉秀太 |
| セブンアンドアイ イトーヨーカ堂 | kent                                           | 2013年 | 恋音と雨空                          | 光石研                                 |
| セブンアンドアイ イトーヨーカ堂 | COOL STYLE                                     | 2014年 | 風に薫る夏の記憶                    | 宇野実彩子・與真司郎・伊藤千晃         |
| セブンアンドアイ イトーヨーカ堂 | WARM STYLE                                     | 2014年 | さよならの前に                      | 宇野実彩子・與真司郎・伊藤千晃         |
| セブンアンドアイ イトーヨーカ堂 | kent                                           | 2014年 | さよならの前に                      | 光石研                                 |
| セブンアンドアイ イトーヨーカ堂 | kent                                           | 2015年 | ぼくの憂鬱と不機嫌な彼女            | 光石研                                 |
| 森永乳業                        | チョコモナカジャンボ「パリパリウェディング」篇 | 2011年 | パリパリ行進曲（結婚行進曲）        | 千紗・mariko                           |
| 森永乳業                        | チョコモナカジャンボ「パリパリウェディング」篇 | 2011年 | サウンドロゴ(♪チョコモナカジャンボ) | 千紗                                   |
| メガネのプリンス                | メガネ選び篇                                   | 2015年 | Never Stop                          |                                        |
| メガネのプリンス                | お出掛け前篇                                   | 2015年 | Never Stop                          |                                        |
| 全日本空輸                      | ANA PERTH 新規就航キャンペーン                 | 2019年 | NA                                  |                                        |
| 株式会社コントリビューション    | P-sha                                          | 2021年 | Do Do                               |                                        |

### 舞台
| 公演日                   | 公演名                                                               | 公演場所                         | 出演者                                 | 備考 |
| ------------------------ | -------------------------------------------------------------------- | -------------------------------- | -------------------------------------- | --- |
| 2007年1月17日            | LOVE LETTERS                                                         | PARCO劇場 1公演                  | 西島隆弘（アンディ役）                 | 大沢あかねと共演 主催：パルコ                                                                                      |
| 2008年6月5日             | ハロルドとモード                                                     | かめありリリオホール 1公演       | 西島隆弘（ハロルド役）                 | 浅丘ルリ子と共演 主催：日本テレビ、avex live creative                                                              |
| 2008年6月7日、8日        | ハロルドとモード                                                     | 愛知県勤労会館 2公演             | 西島隆弘（ハロルド役）                 | 浅丘ルリ子と共演 主催：日本テレビ、avex live creative                                                              |
| 2008年6月11日 - 15日     | ハロルドとモード                                                     | 兵庫県立芸術文化センター 7公演   | 西島隆弘（ハロルド役）                 | 浅丘ルリ子と共演 主催：日本テレビ、avex live creative                                                              |
| 2008年6月17日            | ハロルドとモード                                                     | 静岡市民文化会館 1公演           | 西島隆弘（ハロルド役）                 | 浅丘ルリ子と共演 主催：日本テレビ、avex live creative                                                              |
| 2008年6月19日 - 29日     | ハロルドとモード                                                     | 天王洲 銀河劇場 14公演           | 西島隆弘（ハロルド役）                 | 浅丘ルリ子と共演 主催：日本テレビ、avex live creative                                                              |
| 2008年9月25日 - 29日     | エイベックス20周年記念ミュージカル ココロノカケラ                    | 青山劇場 6公演                   | 西島隆弘                               | 9月15日 - 28日、10公演はダブルキャストの相葉弘樹代役 主催：avex live creative、avex entertainment                  |
| 2008年12月3日 - 7日      | リンダリンダラバーソール                                             | 博品館劇場 8公演                 | 西島隆弘                               | 主催：avex entertainment 2008年12月13日、GOODS ON DEMANDより写真集発売                                             |
| 2009年6月11日 - 25日     | ニッポン放送開局55周年記念公演 ブロードウェイミュージカル GLORY DAYS | 東京 新宿FACE 20公演             | 西島隆弘（ウィリアム・レヴィンソン役） | 伊礼彼方、良知真次、洸平と共演 主催：テレビ朝日、ニッポン放送                                                      |
| 2009年7月1日             | ニッポン放送開局55周年記念公演 ブロードウェイミュージカル GLORY DAYS | 博多 福岡サンパレス 1公演        | 西島隆弘（ウィリアム・レヴィンソン役） | 伊礼彼方、良知真次、洸平と共演 主催：テレビ朝日、ニッポン放送                                                      |
| 2009年7月3日             | ニッポン放送開局55周年記念公演 ブロードウェイミュージカル GLORY DAYS | 大阪 梅田芸術劇場 1公演          | 西島隆弘（ウィリアム・レヴィンソン役） | 伊礼彼方、良知真次、洸平と共演 主催：テレビ朝日、ニッポン放送                                                      |
| 2009年7月5日             | ニッポン放送開局55周年記念公演 ブロードウェイミュージカル GLORY DAYS | 名古屋 名鉄ホール 1公演          | 西島隆弘（ウィリアム・レヴィンソン役） | 伊礼彼方、良知真次、洸平と共演 主催：テレビ朝日、ニッポン放送                                                      |
| 2009年12月2日 - 6日      | リンダリンダラバーソール                                             | 全労済ホールスペース・ゼロ 8公演 | 西島隆弘                               | 主催：エイベックス・ライブ・クリエイティヴ／テレビ朝日                                                             |
| 2010年11月20日 - 12月5日 | SAMURAI 7                                                            | 青山劇場 23公演                  | 西島隆弘（キュウゾウ 役）              | アニメ「SAMURAI 7」の舞台版、三浦翔平らと共演 主催：フジテレビジョン、バーニングプロダクション、ネルケプランニング |
| 2012年1月6日 - 2月12日   | 下谷万年町物語                                                       | Bunkamuraシアターコクーン 44公演 | 西島隆弘（文ちゃん 役）                | 唐十郎作、蜷川幸雄演出、宮沢りえ、藤原竜也らと共演 主催・企画・製作：Bunkamura                                     |
| 2012年11月16日 - 26日    | 里見八犬伝                                                           | 新国立劇場中劇場                 | 犬塚 信乃 戌孝 役                      | 滝沢馬琴の『南総里見八犬伝』を原作とした舞台。鈴木哲也脚本、深作健太演出、渡部秀、村井良大らと共演。               |

### 写真集
- 西島隆弘ファースト写真集 / Nissy（2008年6月27日発売）ISBN 978-4391136166
- 西島隆弘&與真司郎フォトブックN/S（2010年8月27日発売）ISBN 978-4391139549
- 西島隆弘セカンド写真集 24（2010年9月24日発売）ISBN 978-4391139686

### 雑誌
- JUNON （レギュラー連載）
- POTATO　「AAA西島隆弘のにっしー日誌」（レギュラー連載）

### コンテスト・オーディション審査員
- 第24回ジュノン・スーパーボーイ・コンテスト 最終選考会[85]

## 備考

### japs
かつて所属していた5人組男性ボーカルグループ。正式デビューの前に、『プレシャスラヴ/止マラナイ』で仮デビュー。2003年秋から正式デビューして、アルバムをリリースし、活動しようとしていたが、西島隆弘がエイベックスのオーディションで合格。そのため、正式デビューできなくなり、アルバムとシングルも(「プレシャスラヴ/止マラナイ」以外、)リリースできず、2004年に、西島の卒業、解散された。
当時のメンバーは西島隆弘、栃山剛、矢島博明、北村和也（エイベックス所属）、松島洋平（スターダストプロモーション所属）。
CD『プレシャスラヴ/止まらナイ』
- 2003年5月21日リリース
- このシングルは、正式デビューの2003年秋の前、ファンの要望から、アルバム収録予定の曲を、シングルとして、正式デビュー前(2003年5月21日)に、発売した。
- 3000枚限定生産
- 特典:japsトレーディングカード（全5種）
- 発売元:Impressions Music
- i-project会員のみメンバー1人のサイン付き。
- アクターズスタジオ公式サイト（ネット限定）販売

- DVD「プレシャスラヴ/止まらナイ」
- 2003年夏リリース
- 「プレシャスラヴ」、「止まらナイ」のPVを収録。
- 特典: japsトレーディングカード（全6種）
- 発売元：株式会社FAME（アクターズスタジオ）